# Eagle Rock Entertainment
Eagle Rock Entertainment és una empresa independent de distribució i producció de films, DVD, Blu-ray i documentals de música per al cinema i la televisió. Principalment està enfocada a la distribució i remasterització de concerts en viu d'artistes com Paul McCartney, The Doors, ZZ Top, Gary Moore, Led Zeppelin, The Rolling Stones, Queen, The Who, Elton John, Peter Gabriel, Tina Turner, Nirvana, O2, Metallica, Eminem i Jeff Beck, entre molts altres.
A més posseeix diverses subsidiàries com els segells discogràfics Eagle Records i Armoury Records, la companyia de producció Eagle Rock Productions i la filial d'edició musical Eagle i-Music.
El 2011 la companyia va guanyar un Premi Grammy pel documental When You're Strange sobre The Doors i fins a l'any 2012 els seus llançaments en DVD havien obtingut més de 38 discos multiplatí, 50 discos de platí i més de 100 discos d'or a nivell mundial.

## Història
Va ser fundada a Londres en 1997 pels exproductorss de Castle Comunications Terry Shand, Geoff Jempin i Julian Paul sota el nom d'Eagle Rock Entertainment PLC. Va néixer amb la finalitat de produir i remasteritzar concerts en viu de grans artistes de diversos gèneres, però des de l'any 2000 han abastat la producció d'àlbums d'estudi, documentals i diversos registres audiovisuals.
Dins dels seus accionistes es troben empreses com BMG, Intel, Beringea, HG Capital, Edel AG, entre d'altres.
Actualment posseeix una seu matriu a Londres i oficines a París, Hamburg, Nova York i Toronto.

## Divisions i seus subsidiàries
Des de la dècada dels anys 2000 l'empresa va crear els segells discogràfics Eagle Records i Armoury Records per produir material d'àudio de diversos artistes. A més van crear Eagle Vision que juntament amb la subdivisió Eagle Rock Productions, produeixen, remateritzen, programen i publiquen material audiovisual ja sigui DVD, Blu-ray, documentals en alta definició o en 3D. Finalment la divisió Eagle i-Music que està enfocada en la publicitat de noves bandes i encarregada de l'edició d'àudio.